# Amami Tour
Amami Tour è il primo album dal vivo della cantante italiana Arisa, pubblicato il 20 novembre 2012.

## Descrizione
Contiene i maggiori successi della cantante e alcune cover registrate dal vivo durante il suo ultimo tour che l'ha vista toccare, insieme alla sua band, le principali città italiane. Nel CD sono presenti anche due inediti: Meraviglioso amore mio (primo singolo estratto e tema del nuovo film di Fausto Brizzi Pazze di me) e Senza ali (scritto da Arisa e da Giuseppe Barbera).

## Tracce
1. Meraviglioso amore mio – 3:57 (Giuseppe Anastasi)
2. Senza ali – 3:24 (testo: Arisa – musica: Gioni Barbera)
3. Amami – 4:46 (Arisa)
4. Toxic – 3:42 (Cathy Dennis, Christian Karlsson, Henrik Jonback, Pontus Winnberg)
5. La mia strana verità – 3:42 (testo: Giuseppe Anastasi – musica: Giuseppe Anastasi, Giuseppe Mangiaracina, Maurizio Filardo)
6. Oggi – 3:48 (testo: Giuseppe Anastasi, Arisa – musica: Giuseppe Anastasi)
7. Vecchio frack – 2:24 (Domenico Modugno)
8. Il tempo che verrà – 3:38 (testo: Giuseppe Anastasi, Arisa – musica: Gioni Barbera)
9. Medley: Sweet Dreams/Lieutenant Kije Suite, op. 60/Earth Song – 3:47 (Annie Lennox, David A. Stewart/Sergei Prokofiev/Michael Jackson)
10. Viva la vida – 4:06 (Guy Berryman, Jonny Buckland, Will Champion, Chris Martin)
11. Personal Jesus – 3:37 (Martin Lee Gore)
12. Medley: Losing My Religion/Ti sento – 6:36 (Mike Mills, Bill Berry, Peter Buck, Michael Stipe/Aldo Salvatore Stellita, Sergio Cossu Carrabetta, Carlo Marrale)
13. Sincerità – 3:47 (testo: Giuseppe Anastasi – musica: Giuseppe Anastasi, Giuseppe Mangiaracina, Maurizio Filardo)
14. Kobra – 2:37 (testo: Donatella Rettore – musica: Claudio Rego)
15. Malamorenò – 3:26 (Giuseppe Anastasi)
16. Missiva d'amore – 3:36 (Arisa)
17. L'amore è un'altra cosa – 3:55 (testo: Giuseppe Anastasi, Cheope – musica: Giuseppe Anastasi)
18. La notte – 4:05 (Giuseppe Anastasi)
19. Pace – 4:41 (Giuseppe Anastasi)

Tracce bonus nell'edizione di iTunes
1. Ci sei e se non ci sei – 4:09 (Giuseppe Anastasi)
2. Si vola – 4:16 (Giuseppe Anastasi)

## Formazione
- Arisa – voce
- Mauro Di Domenico – chitarra
- Sandro Rosati – basso
- Giuseppe Barbera – pianoforte
- Salvatore Mufale – tastiera
- Giulio Proietti – batteria

## Registrazione
Le registrazioni del disco sono durante il tour e alcune registrazioni aggiuntive in studio.
- Shut up! Studio, Roma :pre-produzione, programmazione ed editing.
- Officine meccaniche recording studio, Milano: registrazione.
- Logic studio, Milano: registrazione.
- Massive arts studios, Milano: mixaggio.

## Classifiche
| Classifica (2012) | Posizione massima |
| ----------------- | ----------------- |
| Italia            | 17                |